# Lohn (Muntogna da Schons)
Lohn (toponimo tedesco; in romancio Lon, in italiano Laone, desueto) è una frazione di 51 abitanti del comune svizzero di Muntogna da Schons, nella regione Viamala (Canton Grigioni).

## Geografia fisica
Lohn si trova nello Schamserberg (toponimo tedesco; in romancio Muntogna da Schons), il versante sinistro dello Schams lungo il Reno Posteriore; il punto più elevato del territorio è la cima dello Zwölfihorn (2 292 m s.l.m.).

## Storia

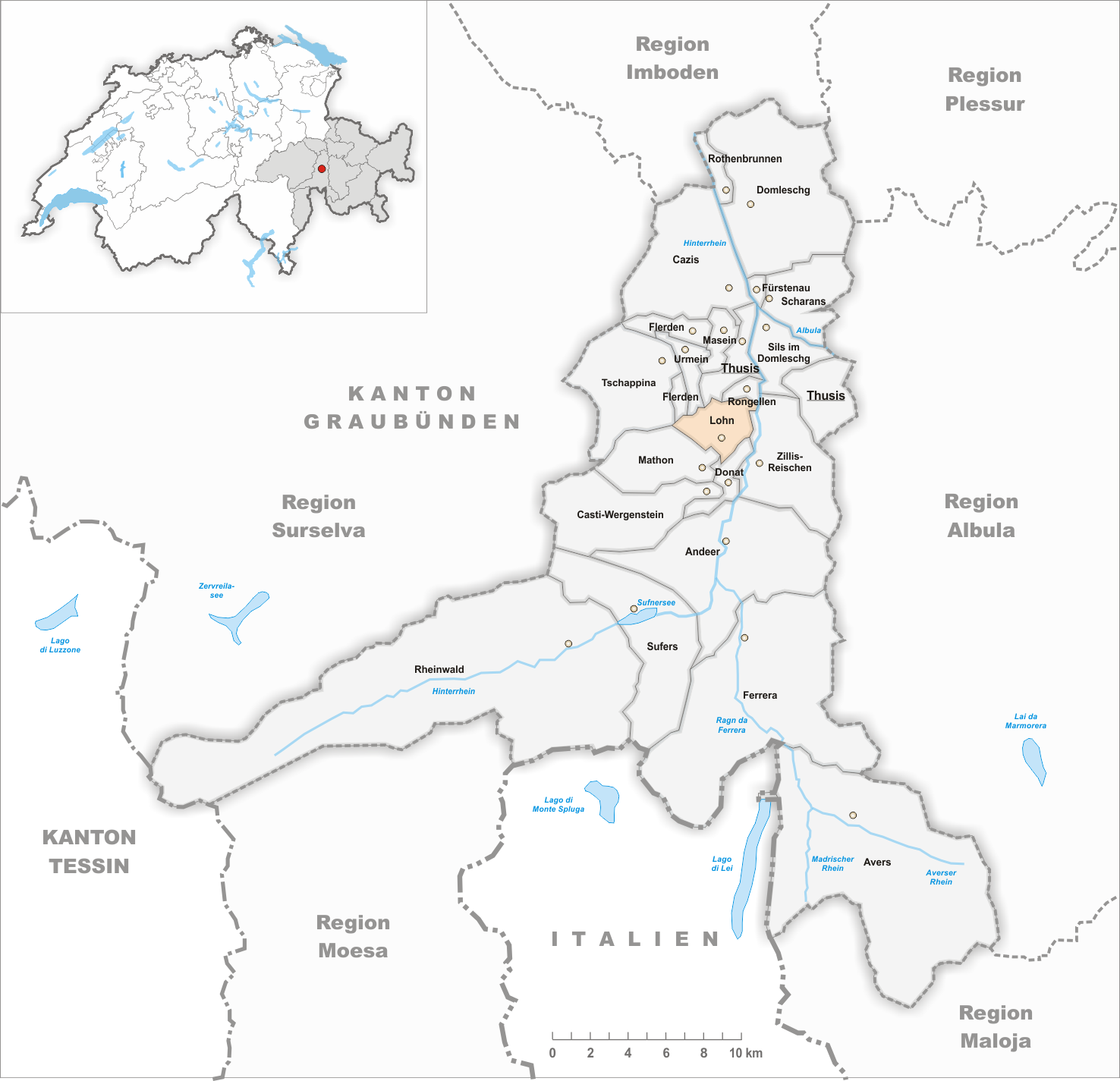
Il territorio del comune di Lohn prima degli accorpamenti comunali del 2021

Dal 1851 fino al 31 dicembre 2020 è stato un comune autonomo che si estendeva per 8,17 km²; il 1º gennaio 2021 è stato accorpato agli altri comuni soppressi di Casti-Wergenstein, Donat e Mathon per formare il nuovo comune di Muntogna da Schons.

## Monumenti e luoghi d'interesse
- Chiesa riformata di Santa Maria, eretta nel 1460[1].

## Società

### Evoluzione demografica
L'evoluzione demografica è riportata nella seguente tabella:
Abitanti censiti

### Lingue e dialetti
Nel 2000 il 52% della popolazione parlava romancio, il 48% tedesco.

## Economia
L'economia locale trae impulso principalmente dal settore primario.

## Infrastrutture e trasporti
Lohn dista 18 km dalla stazione ferroviaria di Thusis, 9 km dall'uscita autostradale di Zillis, sulla A13/E43, 41 km da Coira e 91 km da Bellinzona.